# Steak 'n Shake
Steak 'n Shake è una catena di fast food che si trova principalmente negli Stati Uniti Centrali e meridionali, Europa e Medio oriente. La società ha sede a Indianapolis, Indiana, ed è una consociata interamente controllata di Biglari Holdings. Nel 2018 erano in funzione 628 ristoranti Steak 'n Shake; 414 ristoranti aziendali e 214 in franchising, anche se da allora la società ha tentato di convertirsi a un modello completamente in franchising. Le disposizioni tipiche dei ristoranti offrono un servizio con posti a sedere, drive-thru e front-window, risultando in un ibrido di servizio da asporto, fast-food e servizio di sit-down in stile diner. Molti ristoranti Steak 'n Shake sono aperti 24 ore al giorno, sette giorni alla settimana.
Il menu comprende principalmente hamburger e frullati (milkshakes), anche se sono disponibili altre pietanze come antipasti, contorni e bevande.
Lo slogan della società "Famous for Steakburgers" si riferisce al suo alimento più importante, lo "Steakburger", così chiamato perché originariamente era composto da una miscela che includeva T-bone, controfiletto e bistecche. La "Steak" nel nome della catena di ristoranti deriva proprio da questa voce del menù.

## Storia
A. H. "Gus" Belt (nato a Morrisonville, Illinois) ha fondato Steak 'n Shake a Normal nel febbraio 1934, dopo aver prestato servizio per quattro anni nel Corpo dei Marines degli Stati Uniti. Ha trasformato la stazione di servizio e il ristorante di pollo che possedeva (Shell's Chicken) in un chiosco di hamburger.

Chili Cincinnati-style "five-way" servito sopra degli spaghetti in un ristorante Steak 'n Shake

Dopo il successo del ristorante originale, Belt ha acquistato una catena di ristoranti "Goal Post" in tutto l'Illinois centrale, convertendoli in ristoranti Steak 'n Shake.
L'edificio originale all'incrocio tra Main Street e West Virginia Avenue è stato danneggiato da un incendio all'inizio degli anni '60, ma è stato riparato e la sua sala da pranzo è stata ampliata. Alla fine degli anni '90, Steak 'n Shake però vendette questo edificio alla società Monical's Pizza.